# 中国驻雅加达总领事馆
中国驻雅加达总领事馆，中国历史上曾经派驻在今印度尼西亚雅加达的领事机构。

## 历史
宣统三年（1911年）七月，清政府在荷属东印度首府巴达维亚设置总领事馆。
1912年，中华民国成立，继续设置驻爪哇总领事馆。1932年6月14日，驻爪哇总领事馆更名为驻巴达维亚总领事馆。1942年，日军占领荷属东印度，中国领馆撤离。1945年8月，日军投降，中国领馆复馆。1950年2月8日，驻巴达维亚总领事馆更名为驻耶加达总领事馆。同年4月17日，因印度尼西亚与中华人民共和国政府建交，中华民国政府下令关闭驻印尼各领馆。
1951年3月，印度尼西亚政府同意中国政府在雅加达设置总领事馆。4月1日，中国驻雅加达总领事馆正式开馆。1967年10月23日，印尼外交部分别照会中国驻印尼使馆和外交部，宣布印尼政府决定关闭印尼驻华使馆，要求中国保证其使馆人员安全撤离中国。同时，要求中国自1967年10月30日起，关闭驻印尼大使馆、驻雅加达总领事馆以及驻棉兰、马辰和望加锡领事馆，上述机构的全体中国人员在最短时间内离开印尼。1967年10月31日，中国民航专机前往雅加达接回使领馆全部人员，同时中华人民共和国与印尼的关系中断。